# Ecdeiocoleaceae
Ecdeiocoleaceae is een botanische naam, voor een familie van eenzaadlobbige planten. Een familie onder deze naam wordt door slechts weinig systemen van plantensystematiek erkend, maar wel door het APG-systeem (1998) en het APG II-systeem (2003).
Het gaat dan om een heel kleine familie, van slechts twee soorten in zuidwest Australië.